# Chaetomitrium laevisetum
Chaetomitrium laevisetum là một loài Rêu trong họ Hookeriaceae. Loài này được Dixon mô tả khoa học đầu tiên năm 1922.